# Guvernorát Aleppo
Guvernorát Aleppo (arabsky محافظة حلب, Muḥāfaẓat Ḥalab‎), z arabštiny také známý jako Halab, je jeden ze čtrnácti syrských guvernorátů (provincií). Nachází se na severu země a hraničí s Tureckem. Rozloha se pohybuje okolo 18 500 čtverečních kilometrů, což je asi 10 % celkové rozlohy Sýrie. Před válkou zde žilo skoro 5 milionů lidí (2011), což je asi 23 % z celkového počtu obyvatel Sýrie. To z této provincie činilo nejlidnatější ze všech syrských guvernorátů. Guvernorát Aleppo je v parlamentu zastupován 52 poslanci (celkem 250), z nichž 20 pochází přímo z města Aleppo.
Společně s guvernorátem Idlib a sandžakem Alexandretta tvoří guvernorát Aleppo historickou oblast severní Sýrie, který vždy býval nejlidnatější oblastí země. To také vysvětluje, proč má v současnosti největší počet měst (32), vesnic (1430) a statků (1424) v Sýrii. Pro srovnání: v guvernorátu Ríf Dimašq (okolo hlavního města Damašku) se nachází jen 28 měst, 190 vesnic a 82 statků. Nachází se zde také velké množství archeologicky významných lokalit.

## Geografie
Guvernorát Aleppo má 221 kilometrů dlouhou hranici s Tureckem, konkrétně s provinciemi Kilis, Gaziantep a Şanlıurfa. Na západě sousedí se sandžakem Alexandretta (Turecko zde vytyčuje provincii Hatay) a guvernorátem Idlib, na jihu s provincií Hamá a na východě s guvernorátem Rakka.
Provincie leží na náhorní plošině zvané Aleppská. Východní a severní hranice guvernorátu korespondují zhruba s Aleppskou náhorní plošinou, i když severozápadní část za řekou Eufratem zasahuje spíše do Mezopotámské náhorní plošiny. Jihovýchodní část přechází postupně ze stepí do pouští. Jih navazuje na roviny guvernorátu Hamá a jihozápadní část zase přechází v roviny provincie Idlib.
Průměrné výška terénu je 379 metrů. Povrch se postupně svažuje směrem k hranicím guvernorátu. Povrch se zvolna vlní. Výška jednotlivých vln dosahuje okolo 10 až 30 metrů. Nížiny jsou pokryty prvohorními a druhohorními sedimenty s průměrnou tloušťkou 4–5 km po celém povrchu.

## Klima
Aleppská provincie má převážně semiaridní podnebí. Pohoří na pobřeží středozemního moře, jmenovitě Alavitské hory a Hory Amanus, ve velké míře brání přístupu mořského klimatu. Průměrná teplota se zde pohybuje okolo 15–20 °C. Míra srážek se pohybuje okolo 500 mm (v západní části asi 200 mm a ve východních jen 150 mm). 80 % všech srážek napadne mezi říjnem a březnem. V zimě běžně padá sníh. Průměrná vlhkost je asi 60 % na západě, na východě asi 55 %.

## Důležitá města
Počty obyvatel jednotlivých měst odpovídají oficiálnímu sčítání lidu z roku 2004. Během občanské války se však počet obyvatel jednotlivých městech snížil.
| Město       | Počet obyvatel |
| ----------- | -------------- |
| Aleppo      | 2 132 100      |
| Manbijdž    | 99 497         |
| As-Safíra   | 63 708         |
| Al-Báb      | 63 069         |
| Ajn Al-Arab | 44 821         |
| Afrín       | 36 562         |
| Azaz        | 31 623         |
| Dajr Hafir  | 18 948         |
| Jarabulus   | 11 570         |
| Atarib      | 10 657         |

## Okresy
Guvernorát je rozdělen na 10 okresů (Manatiq):
- Hora Simeon (Aleppo)
- Afrin
- Atarib
- Manbidž
- As-Safíra
- Al-Bab
- Jarabulus
- Dajr Hafir
- Ajn Al-Arab (Kobani)
- Azaz

Tyto okresy jsou dále rozděleny na 46 "podokresů" (Nawahi).

## Historie
Před rokem 1960 spadal pod Aleppskou provincii též guvernorát Idlib a Rakka. Ve starověku se region skládal ze tří oblasti: Chalybonitis (s centrem v Aleppu), Chalcidic (s centrem ve městě Qinnasrīn, nebo též Chalkida) a Cyrrhestica (s centrem ve městě Cyrhus) a byl z nejvýnosnějším a nejlidnatějším krajem Sýrie. Pod římskou nadvládou se region stal součástí provincie Magna Syria s centrem ve městě Antiochie. Na východě byla založena provincie Eufratensis S centrem Hierapolis (dnes Manbidž). V období prvních chalífů a za Umajjovců měl region opět centrum ve městě Qinnasrīn. V období Abbásovců vládla v Aleppu nezávisle dynastie Hamdanidů. Od té doby vládli v oblasti Mamlúci a později Osmané, a to až do roku 1918. Za Osmanů byla oblast guvernorátu součástí Vilájetu Aleppo. Po první světové válce byl nad celým územím Sýrie vytyčen Francouzský mandát. V rámci tohoto útvaru vznikl dále tzv. Stát Aleppo zahrnující i oblast dnešní provincie.

## Obyvatelstvo
Většina obyvatel guvernorátu jsou Arabové. V severních částech provincie žijí též menšiny Kurdů a Turkmenů. Kurdové se nachází hlavně v okolí měst Kobane a Afrin (tzv. Rojava). Syrští Turkmeni zase obývají asi 140 vesnic hlavně u měst Al-Bab, Azaz a Jarabulus. Žije zde také početná asyrská a arménská menšina. Společně s Jezídy žijí hlavně ve větších městech. Najít zde můžeme také zástupce různých kavkazských národů jako jsou např. Čerkesové.

## Náboženství
Naprostou většinu obyvatelstva tvoří suničtí muslimové – hlavně Arabové, Kurdové a Čerkesové. Křesťané tvoří významnou menšinu asi 10–12 %. Mezi ně patří hlavně Sýrijci a Arméni, ale i někteří Arabové. Vyskytují se tu i malé komunity šíitů, a to sedmíci i dvanáctníci, Alavitů a Jezídů. Šíité žijí hlavně na západě guvernorátu. Alavité a křesťané jsou usídleni hlavně v Aleppu a severovýchodně od něj.

## Jazyky
Obyvatelé hovoří nejčastěji arabsky a kurdsky. Arabsky mluvící obyvatelé používají severosyrský dialekt, což je jakýsi "mezidialekt" mezi levantinskou a iráckou arabštinou. Kultura i jazyk byly zřetelně ovlivněny Beduíny. Počet míst ovlivněných jejich kulturou plynule stoupá od západu na východ. Tam dosahuje absolutního vrcholu. Například na lidech z města Rakka, ačkoliv dnes žijí usedle, je patrný jejich beduínský původ, a to jak jazykem, tak kulturou. Kurdové používají západní formu jazyka kurmándží. Dále se zde hovoří také turkmenštinou, asyrštinou, arménštinou nebo čerkesštinou.